# 巧克力戰爭
《巧克力戰爭》（英語：The Chocolate War）是出自美國作家羅柏·寇米耶（Robert Cormier）的一本青少年小說，於1974年付梓。1988年改編為電影。出版初期獲得許多不同面向的評論，但在那之後就被認定是歷史上優良的青少年小說之一。故事設定在虛構的三位一體高中，故事隨著主角傑瑞·雷諾挑戰學校殘酷、殘忍、醜陋的愚民政治發展。因為小說的語言，為了實施學校的文化標準而利用具威脅性的高中秘密組織概念及主角的性省思，它時常成為編審委員的目標而且在美國圖書館協會「2000年到2007年的前100本禁書（Top 100 Banned/Challenged Books in 2000-2007）」名單中排名第二。

## 構局
高中生傑瑞·雷諾的母親最近去世了。故事由一場足球隊（他不斷受到攻擊，但是又再次爬起來繼續嘗試的畫面）的考試開始。他即將就讀的學校，三位一體，被學校的秘密組織「守夜會」（根據給予殘酷的「任務」控制其他學生的學校秘密組織）經營著。小說由幾個觀點，包含傑瑞、亞奇（守夜會「支配者」）、歐比（亞奇的夥伴、守夜會的公關）連同其他三位一體學校的學生交替著。小說探索傑瑞的寂寞與性挫折，而且傑瑞常常沉思著貼在他儲物櫃裡的一句話：
|                                                   | 我敢不敢撼動這宇宙？ （Do I dare disturb the universe?） |
| ——出自T·S·艾略特的〈J·阿爾弗雷德·普魯弗克的情詩〉 |                                                          |

因為現任校長因病就醫，雷恩修士（學校的代理校長）努力想篡位當校長。他相信只要每年巧克力義賣時學生能賣出兩倍多的巧克力（用兩倍的價格），籌措資金支撐學校。為了刺激學生，他向亞奇（自然包含守夜會）求助。守夜會允諾支持巧克力義賣；但是，它們給傑瑞一個任務，要求他在巧克力義賣的前十天拒賣巧克力，然後在十天後開始販賣。甚至十天過了，傑瑞仍拒賣巧克力（為了免於打破學校傳統），惹怒了雷恩修士與守夜會。最初，傑瑞的連續拒賣行為讓他勉強變成一個英雄，但守夜會在巧克力義賣後開始報復他，傑瑞被歸類成惡霸，成為騷擾與暴力的受害者。最後，守夜會騙他參加「拳擊比賽」（與學校的惡棍、惡霸，愛彌兒·詹達），完全被擊敗。傑瑞重傷，他告訴他唯一的朋友羅南·古博，亦稱「羅花生」，不管他願不願意，都得服從守夜會。故事最後歐比告訴亞奇他一定會自食惡果的，但亞奇根本沒在聽，並未為他的所作所為感到後悔。

## 角色
- 傑瑞·雷諾（Jerry Renault）
故事的主角，正經歷著渴望改變與停止一成不變生活的自我衝突時期。
- 亞奇·柯斯特洛（Archie Costello）
守夜會（the Vigils）的關鍵成員，非常渴望權力，專門研究周圍人們對他的心理威脅。
- 歐比（Obie）
守夜會的成員，亞奇的追隨者，但私底下卻對這樣的犯罪行為十分不齒。
- 羅南·古博（Roland Goubert）
綽號「羅花生（The Goober）」，故事中傑瑞溫順又膽小的好朋友和知己。他有空喜歡跑步或慢跑。
- 雷恩修士（Brother Leon）
三位一體高中（Trinity High School）的代理校長，為了獲得權力煞費苦心。他秘密與亞奇和守夜會共謀。

## 續集
《巧克力戰爭》的續集《超越巧克力戰爭（Beyond The Chocolate War）》於1985年出版。

## 影片改編
《巧克力戰爭》於1988年改編成同名電影，並獲得好評。由基思·戈登（Keith Gordon）導演，約翰·格洛弗（John Glover）、華萊士·朗廷（Wallace Langham）、易蘭·米契-史密（Ilan Mitchell-Smith）及珍妮·萊特（Jenny Wright）主演。

## 腳註
1. ↑  歷史上最優良的青少年小說，再次引發「巧克力戰爭」 泰德·希普與珍妮佛·L·柯立芳，《英語日記》，高中版，2005年1月
2. ↑  Top 100 Banned/Challenged Books in 2000-2007 的存檔，存档日期2009-01-17.
3. ↑  羅柏·寇米耶（Cormier, Robert）. . 蘭燈書屋（Random House）. 1974. ISBN 0-440-94459-7.